# Chứng mất trí nhớ thể Lewy
Chứng mất trí nhớ thể Lewy (DLB) là một loại chứng mất trí kèm theo những thay đổi trong hành vi, nhận thức và chuyển động. Mất trí nhớ không phải lúc nào cũng xuất hiện sớm. Chứng mất trí nhớ dần dần xấu đi theo thời gian  và tình trạng này được chẩn đoán khi suy giảm nhận thức cản trở hoạt động bình thường hàng ngày. Một tính năng cốt lõi là rối loạn hành vi giấc ngủ REM (RBD), trong đó các cá nhân bị tê liệt cơ bình thường trong khi ngủ REM và thực hiện giấc mơ của họ. RBD có thể xuất hiện nhiều năm hoặc nhiều thập kỷ trước khi các triệu chứng khác. Các triệu chứng thường gặp khác bao gồm ảo giác thị giác; biến động rõ rệt trong sự chú ý hoặc cảnh giác; và chậm chuyển động, khó đi lại, hoặc cứng nhắc. Hệ thống thần kinh tự trị thường bị ảnh hưởng, dẫn đến thay đổi huyết áp, tim và chức năng đường tiêu hóa, với táo bón là một triệu chứng phổ biến. Thay đổi tâm trạng như trầm cảm và thờ ơ là khá phổ biến.
Nguyên nhân chính xác vẫn chưa được biết rõ, nhưng việc liên quan đến sự tích tụ khắp nơi của các khối protein alpha-synuclein bất thường trong các tế bào thần kinh, được gọi là thể Lewy, cũng như tế bào thần kinh Lewy. DLB thường không được di truyền, nhưng có một hiệp hội di truyền trong một số ít gia đình. Chẩn đoán có thể được thực hiện dựa trên các triệu chứng và dấu ấn sinh học; các công đoạn chẩn đoán có thể bao gồm xét nghiệm máu, xét nghiệm bệnh học thần kinh, hình ảnh y tế, và polysomnography. Các bệnh khác có chung một số triệu chứng của DLB bao gồm bệnh Alzheimer (AD), bệnh Parkinson, mê sảng và, hiếm khi là rối loạn tâm thần.
Không có cách chữa trị hoặc thuốc sẽ thay đổi sự tiến triển của bệnh. Phương pháp điều trị nhằm giảm một số triệu chứng của nó  và giảm gánh nặng cho người chăm sóc. Các chất ức chế Acetylcholinesterase (AChEI), như donepezil và Rivastigmine, có hiệu quả trong việc cải thiện nhận thức và hoạt động tổng thể, và melatonin có thể được sử dụng cho các triệu chứng liên quan đến giấc ngủ. Thuốc chống loạn thần thường được tránh, ngay cả đối với ảo giác, bởi vì những người bị DLB rất nhạy cảm với chúng, và việc sử dụng chúng có thể dẫn đến tử vong. Thuốc cho một triệu chứng này có thể làm xấu đi một triệu chứng khác.
DLB là một trong ba loại sa sút trí tuệ phổ biến nhất, cùng với bệnh Alzheimer và chứng mất trí nhớ mạch máu.
Cùng với chứng mất trí nhớ bệnh Parkinson, đây là một trong hai chứng mất trí nhớ được phân loại là chứng mất trí nhớ thể Lewy. Nó thường bắt đầu sau tuổi   50, và khoảng 0,4% số người trên   65 bị ảnh hưởng. Trong giai đoạn sau của bệnh, những người bị DLB có thể không thể tự chăm sóc bản thân. Tuổi thọ sau chẩn đoán là khoảng tám năm. Tiền gửi protein bất thường là cơ chế tiềm ẩn của bệnh được Frederic Lewy phát hiện vào năm 1912 và bệnh cơ thể lan tỏa được Kenji Kosaka mô tả lần đầu tiên vào năm 1976.